# Euregio Zugspitze-Wetterstein-Karwendel

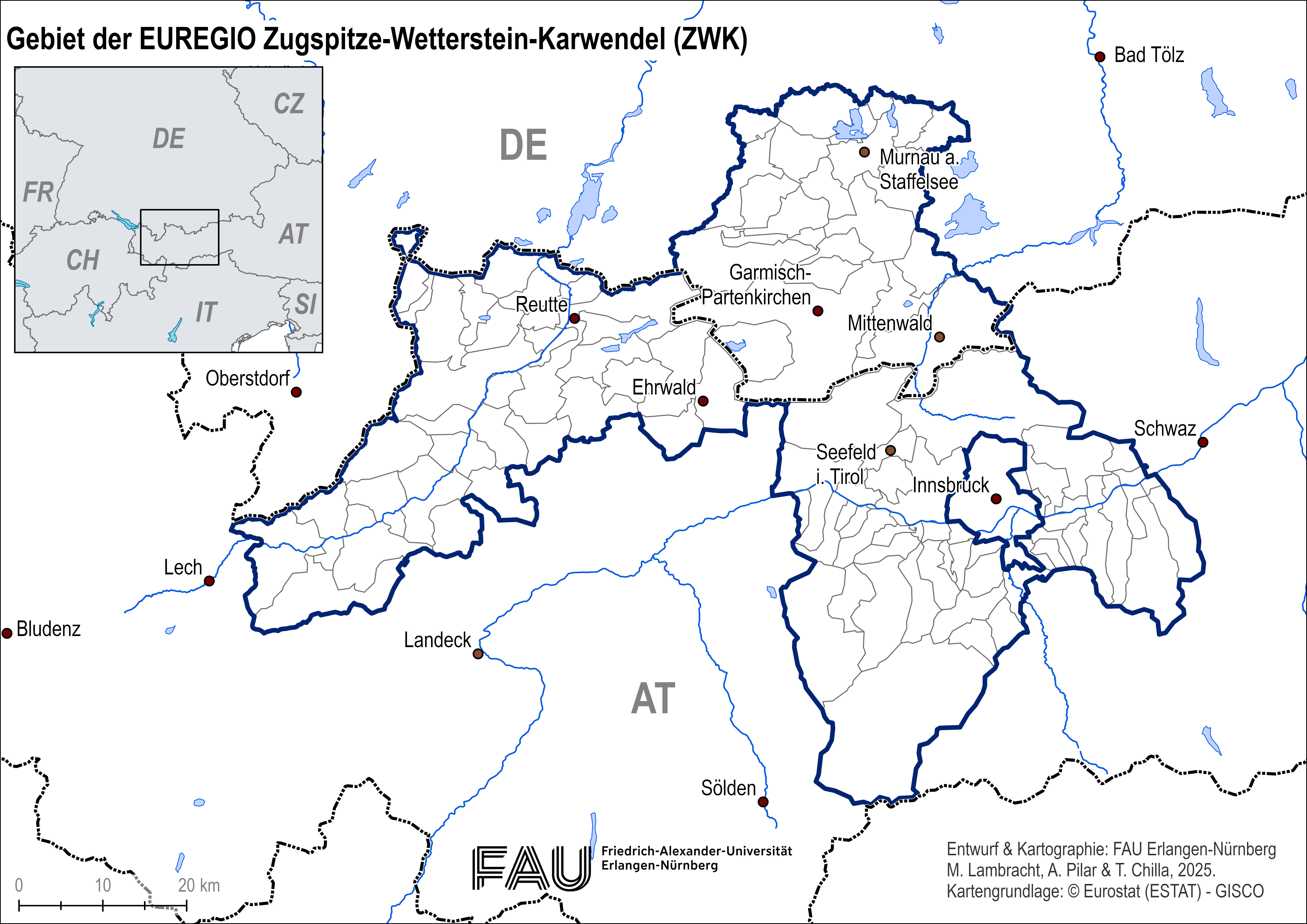
Fördergebiet der EUREGIO Zugspitze-Wetterstein-Karwendel

Die Euregio Zugspitze-Wetterstein-Karwendel (Euregio ZWK) ist ein am 8. Juni 1998 auf der Zugspitze gegründeter Zusammenschluss auf kommunaler Ebene. Die Euregio ZWK ist eine von sechs Euregios im Interreg-VI-A-Programm Bayern–Österreich 2021–2027 mit einer Geschäftsstelle in Garmisch-Partenkirchen. Zum Betreuungsgebiet der Euregio Zugspitze-Wetterstein-Karwendel zählen die NUTS-III-Regionen Landkreis Garmisch-Partenkirchen, Regionalmanagement Innsbruck-Land, Planungsverband Seefelder Plateau des Bezirks Innsbruck-Land und das Außerfern. Im Westen schließt die Euregio Zugspitze-Wetterstein-Karwendel an die Euregio via salina und im Osten an die 2021 gegründete Euregio Schwaz-Bad Tölz-Wolfratshausen-Miesbach an.
Euregio – Abkürzung für Europäische Region – ist die Bezeichnung für grenzüberschreitende Zusammenschlüsse auf kommunaler Ebene. Euregios sind in aller Regel als eingetragene Vereine nach dem jeweiligen nationalen Recht organisiert, die dann über die Grenzen hinweg eine Arbeitsgemeinschaft mit dem entsprechenden Verein auf der anderen Seite der Grenze bilden.

## Aufgaben
Als Kontaktstelle, Netzwerk und Plattform für grenzüberschreitende Zusammenarbeit in den Regionen unterstützen die Euregios grenzübergreifende Projekte, beraten potenzielle Antragsteller, tauschen Informationen aus, vernetzen Akteure im Programmraum und leisten einen Beitrag zur regionalen Entwicklung.
Die Euregio ZWK wurde 1998 als deutsch-österreichische Arbeitsgemeinschaft mit dem Ziel gegründet, die regionale grenzüberschreitende Zusammenarbeit ihrer Mitglieder zu fördern, zu unterstützen und zu koordinieren. Sie ist Service- und Beratungsstelle für grenzüberschreitende Belange und leistet einen Beitrag zur Umsetzung des Europagedankens auf regionaler Ebene.

## Organisation
Die Euregio ZWK ist, rechtlich gesehen, eine grenzüberschreitende Arbeitsgemeinschaft von Gemeinden und weiteren Institutionen in der bayerisch-österreichischen Grenzregion. Die Geschäftsstelle hat ihren Sitz in Garmisch-Partenkirchen, eine Außenstelle befindet sich im Regionalmanagement Innsbruck-Land. In der Regionalentwicklung Außerfern gibt es ferner Ansprechpartnerinnen. Vertragspartner sind die vier Trägervereine Regio Zugspitzregion e.V., Regio Seefelder Plateau, Regionalmanagement Innsbruck-Land und Regionalentwicklung Außerfern

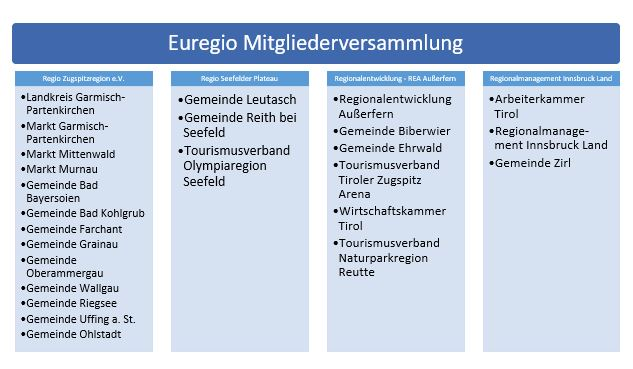
Informationen zur Zusammensetzung der bayerischen und Tiroler Mitglieder der EUREGIO ZWK per 01/2025

Das höchste Organ der Euregio ZWK ist die Mitgliederversammlung, die aus 24 stimmberechtigten Mitgliedern der Trägervereine besteht. Die weiteren Organe der Euregio ZWK sind der Präsident, das Projektauswahlgremium und die Rechnungsprüfer. Der Präsident bzw. die Präsidentin vertritt die Euregio nach außen und wird alternierend alle drei Jahre von österreichischer und deutscher Seite gestellt.

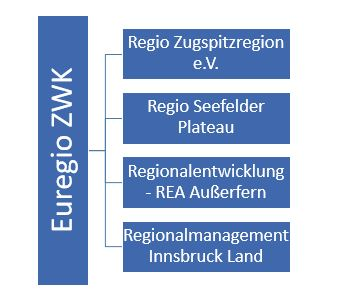
Vereinfachtes Organigramm des EUREGIO ZWK [https://www.euregio-zwk.org/upload/files/2022_Euregio-ZWK_Vertragstext_unterschrieben.pdf

## Präsidenten
- 1998–2001: Vorstand Bayerische Zugspitzbahn AG Peter Hirt
- 2001–2004: BGM Erwin Seelos
- 2004–2007: Landrat Harald Kühn
- 2007–2010: BGM Werner Frieser
- 2010–2013: Landrat Harald Kühn
- 2013–2017: BGM Martin Hohenegg
- 2017–2021: Landrat Anton Speer
- 2021–2021: Obmann des Regio Seefelder Plateau und BGM Werner Frieser
- 2021–2024: Stellvertretender Obmann des Regio Seefelder Plateau BGM Georgios Chrysochoidis
- ab 2025: Landrat Anton Speer

## Strategische Ausrichtung
- Grenzenlose Wissensgesellschaft: Wissen teilen, gemeinsam lernen und soziale Innovation initiieren
- Grenzenlose Natur- und Kulturlandschaft: nachhaltig wirtschaften
- Tourismus im Grenzraum: Reise- und Freizeitaktivitäten attraktiv, nachhaltig und krisensicher gestalten[10]

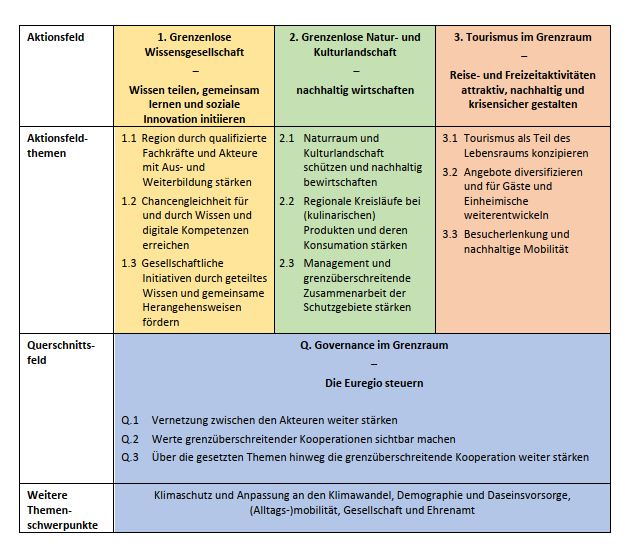
Strategische Ausrichtung der EUREGIO Zugspitz-Wetterstein-Karwendel für die Förderperiode 2021–2027 II. Förderperiode

## Belege
1. ↑  Friedrich-Alexander-Universität Nürnberg-Erlangen M. Lambracht, J. Guss & T. Chilla
2. ↑  Website des Förderprogramms INTERREG BAY-AUT
3. ↑  Euregio via salina
4. ↑  Euregio Schwaz-Bad Tölz-Wolfratshausen-Miesbach
5. ↑  Euregio ZWK: Unsere Euregio. In: https://www.euregio-zwk.org. Euregio ZWK, 1. Januar 2025, abgerufen am 12. Juni 2025 (deutsch).
6. ↑  Vertragstext des Regio Zugspitzregion e.V. Abteilung EUREGIO
7. ↑   Regio Zugspitzregion e. V.
8. ↑  Regionalmanagement Innsbruck-Land: Regionalmanagement Innsbruck-Land. 1. Januar 2025, abgerufen am 1. Januar 2025.
9. ↑   Regionalentwicklung Außerfern - REA
10. ↑  Strategiedokument der EUREGIO Zugspitze-Wetterstein-Karwendel - online zum Download veröffentlicht